# Darold Williamson
Darold Williamson (San Antonio, 19 de fevereiro de 1983) é um atleta e velocista campeão olímpico norte-americano.
Foi campeão olímpico no revezamento 4x400 m dos Estados Unidos em Atenas 2004, junto com Jeremy Wariner, Derrick Brew e Otis Harris.
Após os Jogos, conseguiu mais duas medalhas de ouro como campeão mundial, em Helsinque 2005 correndo o revezamento com Wariner, Brew e Andrew Rock no lugar de Harris e em Osaka 1997, junto com Wariner, Angelo Taylor e LaShawn Merritt.